# Nica Airlines
Nicaragüense de Aviación (NICA) fue una línea aérea comercial de Nicaragua. Su sede central estaba en el Aeropuerto Internacional Augusto C. Sandino, anteriormente conocido como Aeropuerto Internacional de Managua. 

## Historia
Tras la caída del régimen sandinista, la aerolínea público-privada Aeronica desapareció. En 1994, el Grupo TACA reorganizó la antigua aerolínea, ya sin intervención del gobierno, y lanzó Nica Airlines que operó vuelos nacionales e internacionales desde Managua. Como parte de la unificación de operaciones, la marca Nica Airlines desapareció en 2004 para llamarse simplemente Taca Airlines'. La división doméstica, La Costeña, también del Grupo TACA, no sufrió cambio de nombre y lo mantiene hasta hoy en día. 

## Antiguos destinos
| Destinos       | Aeropuertos                                 | Notas |
| -------------- | ------------------------------------------- | ----- |
| Bluefields     | Aeropuerto de Bluefields                    |       |
| Corn Island    | Aeropuerto de Corn Island                   |       |
| Managua        | Aeropuerto Internacional Augusto C. Sandino | HUB   |
| Puerto Cabezas | Aeropuerto de Bilwi                         |       |

| Países         | Destinos            | Aeropuertos                              | Notas     |
| -------------- | ------------------- | ---------------------------------------- | --------- |
| Costa Rica     | San José            | Aeropuerto Internacional Juan Santamaría | Desde MGA |
| El Salvador    | San Salvador        | Aeropuerto Internacional de El Salvador  | Desde MGA |
| Estados Unidos | Miami               | Aeropuerto Internacional de Miami        | Desde MGA |
| Guatemala      | Ciudad de Guatemala | Aeropuerto Internacional La Aurora       | Desde MGA |
| Panamá         | Ciudad de Panamá    | Aeropuerto Internacional de Tocumen      | Desde MGA |

## Antigua flota
La flota de Nica Airlines se compuso de:
| Aeronave           | Número | Introducido | Retirado | Matrículas                                                          |
| ------------------ | ------ | ----------- | -------- | ------------------------------------------------------------------- |
| Boeing 737-200     | 2      | 1992        | 2004     | N501NG y N239TA (sólo operó con NICA una semana en octubre de 1993) |
| CASA C-212 Aviocar | 1      | 1992        | 1996     | YN-BYY                                                              |